# Dalfsen vasútállomás
Dalfsen vasútállomás vasútállomás Hollandiában, Dalfsen községben,  településen.

## Vasútvonalak
Az állomást az alábbi vasútvonalak érintik:
- Zwolle–Stadskanaal-vasútvonal

## Kapcsolódó állomások
A vasútállomáshoz az alábbi állomások vannak a legközelebb:
- Zwolle vasútállomás
- Ommen vasútállomás